# Sveinung Bjelland
Sveinung Bjelland (né le 20 septembre 1970 à Stavanger) est un pianiste classique norvégien qui a fait une carrière internationale en tant que soliste et accompagnateur de lieder. Il est également enseignant académique.

## Carrière
Né à Stavanger, Bjelland étudie le piano avec Hans Leygraf au Mozarteum de Salzbourg et à la Hochschule der Künste à Berlin, où il termine ses études avec distinction. En 1999, il est nommé « Jeune soliste de l'année » par les concerts norvégiens .
Bjelland collabore avec des orchestres et chefs d'orchestre réputés. Il accompagne la chanteuse norvégienne Isa Katharina Gericke (de) dans de nombreux enregistrements de Lieder. Son disque de sonates au piano de Mendelssohn et Scarlatti reçoit le prix Spellemannprisen. En 2005, il en registre de musique de chambre pour clarinette et piano, jouée par Fredrik Fors et lui-même, incluant la Sonate pour clarinette de Poulenc, Sonatine pour clarinette de Martinů ainsi que des pièces de Busoni, Debussy et Berg. Bjelland fait ses débuts au Wigmore Hall à Londres en octobre 2008. En collaboration avec le ténor Daniel Behle, il enregistre Die schöne Müllerin de Schubert en 2010 et Dichterliebe de Schumann en 2011. En 2016, il enregistre les sonates pour violoncelle de Rachmaninoff et Chostakovich avec le violoncelliste Audun Sandvik, pour le label Lawo Classics.
Le 1er juillet 2014, Bjelland est nommé professeur de piano à l'Université d'Agder à Kristiansand.